# Ансарлу
Ансарлу или ансароглу — тюркская группа, принадлежащая к ветви кангарлу, принадлежащей кызылбашскому народу Афганистана. Преимущественно шииты-двунадесятники. Известно, что в Афганистане есть племя, первоначально мигрировавшее в страну вместе с Надир-шахом Афшаром. Тахт-э-Надир-шах Афшар, расположенный в Вазирабаде, был базой Надир-шаха во время его индийской кампании. Группа также встречается в деревнях Кала-э-Фатулла в Вазирабаде в Кабуле.